# A Drug Against War
«A Drug Against War» (с англ. — «Лекарство против войны») — песня германо-американской индастриал-рок-группы KMFDM, второй трек и второй сингл с их седьмого студийного альбома Angst, изданный в сентябре 1993 года лейблом Wax Trax! Records; в 2009 году сингл был переиздан на семидюймовых грампластинках. Сопутствующий синглу видеоклип, поставленный на студии H-Gun Labs при участии Brute!, использовал иллюстрации последнего к предшествующим релизам группы; в 1994 году фрагмент из видеоклипа появился в двадцать четвёртом эпизоде четвёртого сезона сериала «Бивис и Баттхед». В 2011 году KMFDM выпустили в поддержку движения «Захвати Уолл-стрит» обновлённую версию песни под названием «A Drug Against Wall Street», доступную для бесплатного скачивания.
«A Drug Against War» была лицензирована для видеоигры Brütal Legend; 16 декабря 2010 песня стала доступна для приобретения в игре Rock Band.

## Оценки критиков
Обозреватель Allmusic Джош Ландау в своём обзоре сингла считает, что хотя песня является «одним из лучших введений в мир антагонистичных гитар и мировоззрения KMFDM», сингл будет «интересен только серьёзным фанатам». Коллега Ландау по Allmusic Энди Хиндс в изданном в 2002 году «Путеводителе All Music по рок-музыке» (англ. All Music Guide to Rock) назвал «A Drug Against War» наилучшей (на тот момент) песней в репертуаре KMFDM. Год спустя Брэд Фликли из CMJ New Music Report говорит о песне как об одной из «самых мощных» в жанре спид-метала. В 2012 году песня вошла на 47-ю позицию из ста одной в фичере «Величайшие индастриал-песни всех времён» (англ. 101 Greatest Industrial Songs of All Time), составленном журналом COMA Music Magazine.

## Список композиций
| №                   | Название                            | Длительность |
| ------------------- | ----------------------------------- | ------------ |
| 1.                  | «A Drug Against War»                | 3:40         |
| 2.                  | «A Drug Against War» (Overdose-Mix) | 5:25         |
| 3.                  | «A Drug Against War» (Hookah-Mix)   | 3:33         |
| 4.                  | «Blood»                             | 4:00         |
| Общая длительность: | Общая длительность:                 | 16:38        |

| №                   | Название                          | Длительность |
| ------------------- | --------------------------------- | ------------ |
| 1.                  | «A Drug Against War» (Single Mix) | 3:40         |
| 2.                  | «Blood» (Single Mix)              | 3:58         |
| Общая длительность: | Общая длительность:               | 7:38         |

## Участники записи
- Саша Конецко — вокал, программирование
- Эн Эш[англ.] — программирование ударных (треки 1 и 2)
- Марк Дюрант[англ.] — электрогитара (треки 1, 2 и 3)
- Гюнтер Шульц[англ.] — электрогитара (под псевдонимом Svet Am)
- Кристина Зиверт — бэк-вокал (трек 4)